# Caheranardurrish
Caheranardurrish (irisch: Cathair an Árd dorais – Fort mit der hohen Tür) ist ein Dun auf einer Anhöhe über dem Glensleade im Burren im County Clare in Irland.
Das Dun ist leicht oval mit etwa 33 auf 35 Meter Innendurchmesser. Die Mauer ist etwa 2,3 m dick und 1,5 bis 2,4 m hoch. Der Name stammt von dem Zugang im Südosten. Er hat zwei gestapelte Pfosten von 1,4 bzw. 1,3 m Breite und 1,6 m Höhe. Das Tor verfügt über drei Stürze, der mittlere ist verrutscht und die äußeren 2,4 langen und zwischen 0,45 und 0,55 m dicken Steine liegen auf dem breiten Pfostenmauerwerk auf. Der Name ist entweder ein archaischer Sarkasmus oder derart hohe Tore waren im Burren selten.
In der Mitte des Duns lag früher ein Steinhaufen, der von einem zusammengefallenen Clochan stammt. Eine kleine Steinkiste von etwa 2,7 m Länge und 0,9 m Breite mit einer Plattentrennwand in der Mitte ist erhalten. Dies ist eines jener Gebilde, die in mehreren irischen Duns zu finden sind. Die Mauer wurde von Schatzsuchern beschädigt oder von Kaninchen untergraben. Auch der rechte Pfosten des Tores war davon betroffen.